# Rajendra Bikram Shah
Rajendra Bikram Shah (Katmandu, 3 dicembre 1813 – Bhaktapur, 10 luglio 1881) è stato re del Nepal dal 1816 al 1847.